# Aegopodium
Aegopodium és un gènere de plantes amb flors dins la família de les apiàcies. És originari de la regió euro-siberiana i de les terres veïnes. Conté 7 espècies.
L'espècie més coneguda d'aquest gènere és Aegopodium podagraria que és una planta nativa d'Europa i Àsia, incloent els Països Catalans (però només al Ripollès i la Cerdanya). En alguns llocs és considerada una planta invasora.

## Taxonomia
El gènere va ser descrit per Linnaeus i publicat a Species Plantarum 1: 265. 1753. L'espècie tipus és: Aegopodium podagraria

## Espècies d'Aegopodium
- Aegopodium alpestre
- Aegopodium handelii
- Aegopodium henryi
- Aegopodium kashmiricum
- Aegopodium latifolium
- Aegopodium podagraria, Herba de Sant Gerard
- Aegopodium tadshikorum